# Reserva del Parc Nacional de Nahanni
La Reserva del Parc Nacional de Nahanni, a la Regió Dehcho dels Territoris del Nord-oest, Canadà, a uns 500 km a l'oest de Yellowknife, protegeix una part de la regió natural de les muntanyes Mackenzie. Està inscrita a la llista del Patrimoni de la Humanitat de la UNESCO des del 1978
La peça central del parc és el riu South Nahanni. Quatre notables canons de fins a 1.000 m de profunditat, que es van anomenar Primer, Segon, Tercer i Quart Canó.